# Beauséjour (Marne)
Pour les articles homonymes, voir Beauséjour.
Beauséjour est un ancien village du département de la Marne, dans l'est de la France. Il faisait partie de la commune de Minaucourt-le-Mesnil-lès-Hurlus (Marne).

## Histoire
Fondé en 1825, à l'origine simple ferme située le long du chemin reliant Minaucourt à Mesnil-les-Hurlus, le village de Beauséjour est pris dans la tourmente de la Première Guerre mondiale et ses habitants sont évacués le 2 septembre 1914.
Il est le théâtre de combats meurtriers après l'arrêt de la retraite de la Marne le 14 septembre 1914, les Allemands campant sur une ligne comprenant Beau-Séjour. Les soldats français essaieront de reprendre la ferme mais les Allemands avaient organisé et fortifié un lacis de tranchées sur la hauteur, à 1 500 mètres au nord de celle-ci. Cette position formidablement protégée, à laquelle se heurteront les marsouins et fantassins tout au long du premier trimestre de 1915, sera baptisée « Fortin de Beauséjour ». Ce bastion sera pris et repris 7 fois entre mi-février et mi-mars 1915. Il y règne une incessante guerre de mines souterraines et d'assauts à la baïonnette, particulièrement meurtriers.

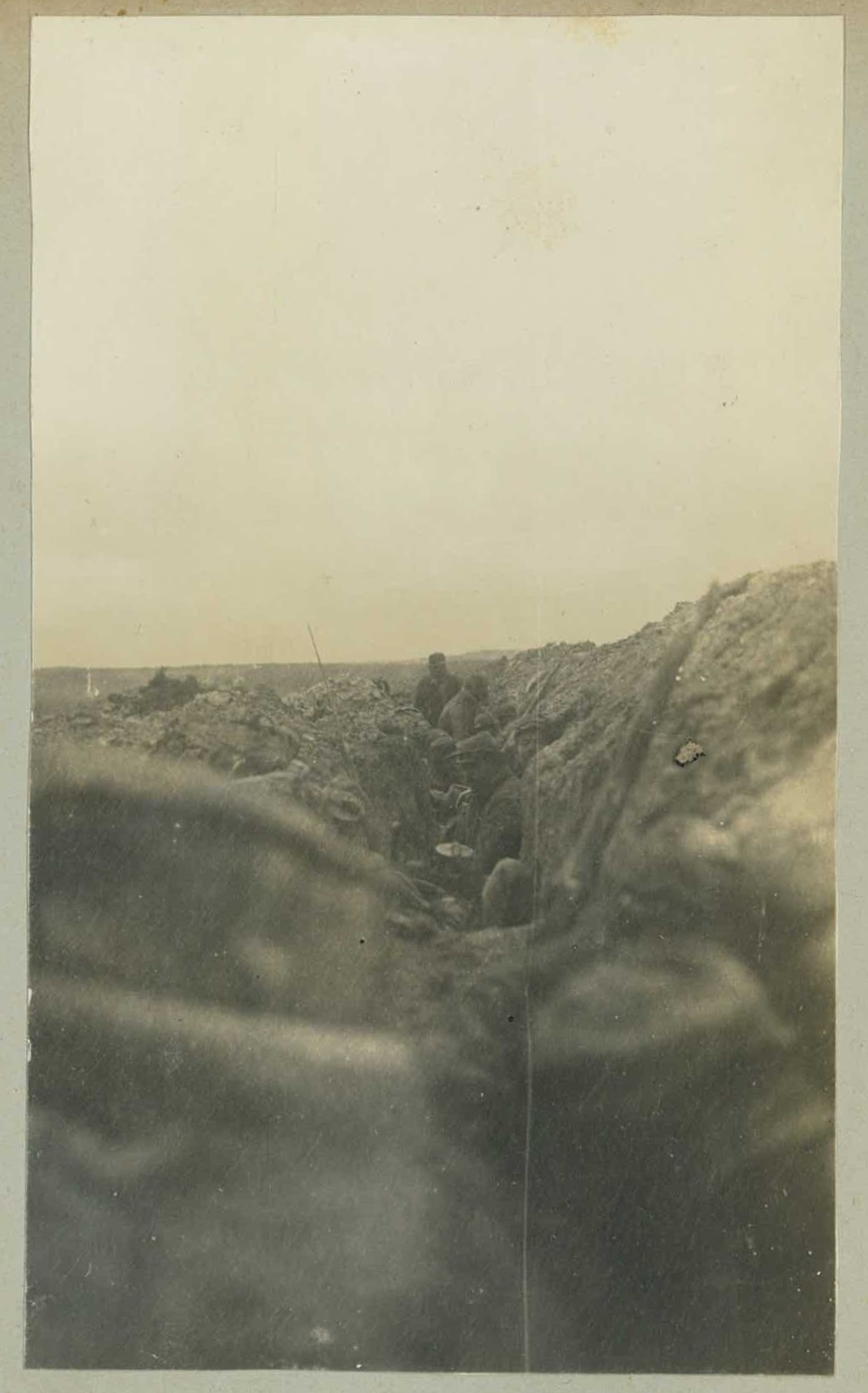
Photographie par Henri Regnault.

Il faudra attendre la grande offensive française de Champagne du 25 septembre 1915 pour que le secteur et la position du « Fortin de Beauséjour » soient enfin dégagés.
Le hameau n'a pas été reconstruit après la guerre. Il est aujourd'hui le site de monuments historiques : une stèle à la mémoire des soldats du 3e de Marine ainsi qu'un calvaire entouré des tombes de L. Noyer et A. Gardinier.
Beauséjour a connu un regain de notoriété dans la presse en 2006, quand le doyen de la France de l'époque, Maurice Floquet, est décédé à l'âge de 111 ans. Celui-ci avait en effet combattu lors de la bataille du 25 septembre 1915 et survécu malgré de graves blessures reçues lors d'un assaut contre les lignes allemandes.